# El Chilar, San Felipe Tejalápam
El Chilar är en ort i Mexiko.   Den ligger i kommunen San Felipe Tejalápam och delstaten Oaxaca, i den sydöstra delen av landet, 400 km sydost om huvudstaden Mexico City. El Chilar ligger 1 640 meter över havet och antalet invånare är 266.
Terrängen runt El Chilar är kuperad åt sydväst, men åt nordost är den platt. Runt El Chilar är det mycket tätbefolkat, med 3 494 invånare per kvadratkilometer. Närmaste större samhälle är Oaxaca de Juárez, 14,0 km öster om El Chilar. Trakten runt El Chilar består till största delen av jordbruksmark.